# Башкіров Михайло Володимирович
Миха́йло Володи́мирович Башкі́ров (29 серпня 1949, Батайськ — 2 лютого 1999, Київ) — народний депутат України 1-го скликання.

## Біографія
Народився 29 серпня 1949 року, в місті Батайськ, Ростовська область, РРФСР в сім'ї робітників. Росіянин, освіта вища, вчений агроном, закінчив Ворошиловградський сільськогосподарський інститут, Академію суспільних наук при ЦК КПРС.
1966 — студент Ворошиловградського сільськогосподарського інституту.
1971 — головний агроном колгоспу «Дружба».
1971 — служба в Радянській Армії.
1973 — головний агроном колгоспу імені Потриваєва, голова правління колгоспу імені Фрунзе, Березанський район, Миколаївська область.
1980 — директор радгоспу імені Фрунзе Миколаївсадвинпрому.
1982 — начальник сільгоспуправління райвиконкому, голова виконкому Березанської районної Ради.
1985 — слухач Академії суспільних наук при ЦК КПРС.
1987 — перший секретар Березнегуватського РК КПУ.
1989 — голова обласної агропромради.
1990 — голова виконкому Миколаївської обласної Ради народних депутатів.
1991 — перший заступник голови виконкому Миколаївської обласної Ради.
Член КПРС (1975—1991), член КПУ.
Висунутий кандидатом у Народні депутати трудовим колективом Березнегуватського райагробуду Миколаївська обл.
18 березня 1990 року обраний народним депутатом України, 2-й тур 60.04 % голосів, 6 претендентів.

Могила Михайла Башкірова

Входив до груп «Аграрники», «За соціальну справедливість».
- Миколаївська область
- Снігурівський виборчий округ № 292
- Дата прийняття депутатських повноважень: 15 травня 1990 року.
- Дата припинення депутатських повноважень: 10 травня 1994 року.

Член Комісії ВР України у питаннях соціальної політики та праці.
У липні 1993 року був призначений генеральним директором Державного кооперативного виробничого об'єднання «Насіння України» Мінагропрому України. До цього з 1992 року очолював його раду.
Указом Президента України від 2 жовтня 1998 року М. В. Башкіров був призначений головою Кіровоградської обласної державної адміністрації.
Був одружений, мав дитину.
Загинув 2 лютого 1999 року в автомобільній катастрофі. Похований на Байковому кладовищі (ділянка № 52а).